# Nam Tae-hee
Nam Tae-hee (koreański: 남태희; ur. 3 lipca 1991) – południowokoreański piłkarz występujący na pozycji pomocnika. Obecnie jest zawodnikiem katarskiego klubu Al-Duhail SC.

## Kariera klubowa
Nam przez rok grał w Wielkiej Brytanii w akademii Reading. W sierpniu 2008 roku podpisał kontrakt z francuskim Valenciennes FC. 8 sierpnia 2009 zadebiutował przeciwko AS Nancy.
W 2012 roku podpisał kontrakt z drużyną występującą w Qatar Stars League – Lekhwiya SC. Do 2019 był jednym z podstawowych zawodników klubu z którym pięciokrotnie zostawał mistrzem Kataru. W 2019 roku ogłoszono, że po zakończeniu sezonu 2018/19 przejdzie do innego katarskiego klubu - Al-Sadd.

## Kariera reprezentacyjna
9 lutego 2011 roku zadebiutował w reprezentacji w meczu z Turcją. W 2015 roku znalazł się w kadrze Korei Południowej na Puchar Azji 2015, gdzie Korea Płd. zajęła drugie miejsce. Tae-hee wystąpił w jednym meczu grupowym, a także we wszystkich spotkaniach fazy pucharowej łącznie z finałem.